# Nadia Requeña
Nadia Requena (* 2. Februar 1988) ist eine peruanische Speerwerferin.

## Sportliche Laufbahn
Erste internationale Erfahrungen sammelte Nadia Requena 2009 bei den Südamerikameisterschaften in Lima, bei denen sie mit einer Weite von 38,47 m auf den achten Platz gelangte. Bei den Juegos Bolivarianos 2013 in Trujillo gelangte sie mit 46,88 m auf den vierten Platz. 2015 nahm sie erneut an den Südamerikameisterschaften in Lima teil und erreichte dort mit 46,56 m Rang sieben. 2017 wurde sie bei den Juegos Bolivarianos in Santa Marta mit einem Wurf auf 43,15 m Sechste und 2018 klassierte sie sich bei den Ibero-Amerikanischen Meisterschaften in Trujillo mit 46,86 m auf dem siebten Platz. Auch bei den Südamerikameisterschaften im Jahr darauf in Lima musste sie sich mit einer Weite von 45,37 m mit dem siebten Platz begnügen.
Von 2013 bis 2016 sowie 2018 und 2019 wurde Requena peruanische Meisterin im Speerwurf.